# Louis Rossel
Louis Rossel (Louis-Nathaniel Rossel), nascido em 9 de Setembro de 1844 em Saint-Brieuc (Côtes-du-Nord) e executado em 28 de Novembro de 1871 em Satory (Seine-et-Oise) (enterrado em Nîmes) foi um político (um dos principais combatentes na Comuna de Paris) e coronel do exército francês.
Foi o único oficial superior do exército francês a aderir à Comuna de Paris em 1871 (a partir de 19 de Março), desempenhando um papel importante como Ministro da Guerra.